# Paštrić
Paštrić (em cirílico: Паштрић) é uma vila da Sérvia localizada no município de Mionica, pertencente ao distrito de Kolubara, na região de Kolubara Podgorina. A sua população era de 509 habitantes segundo o censo de 2011.

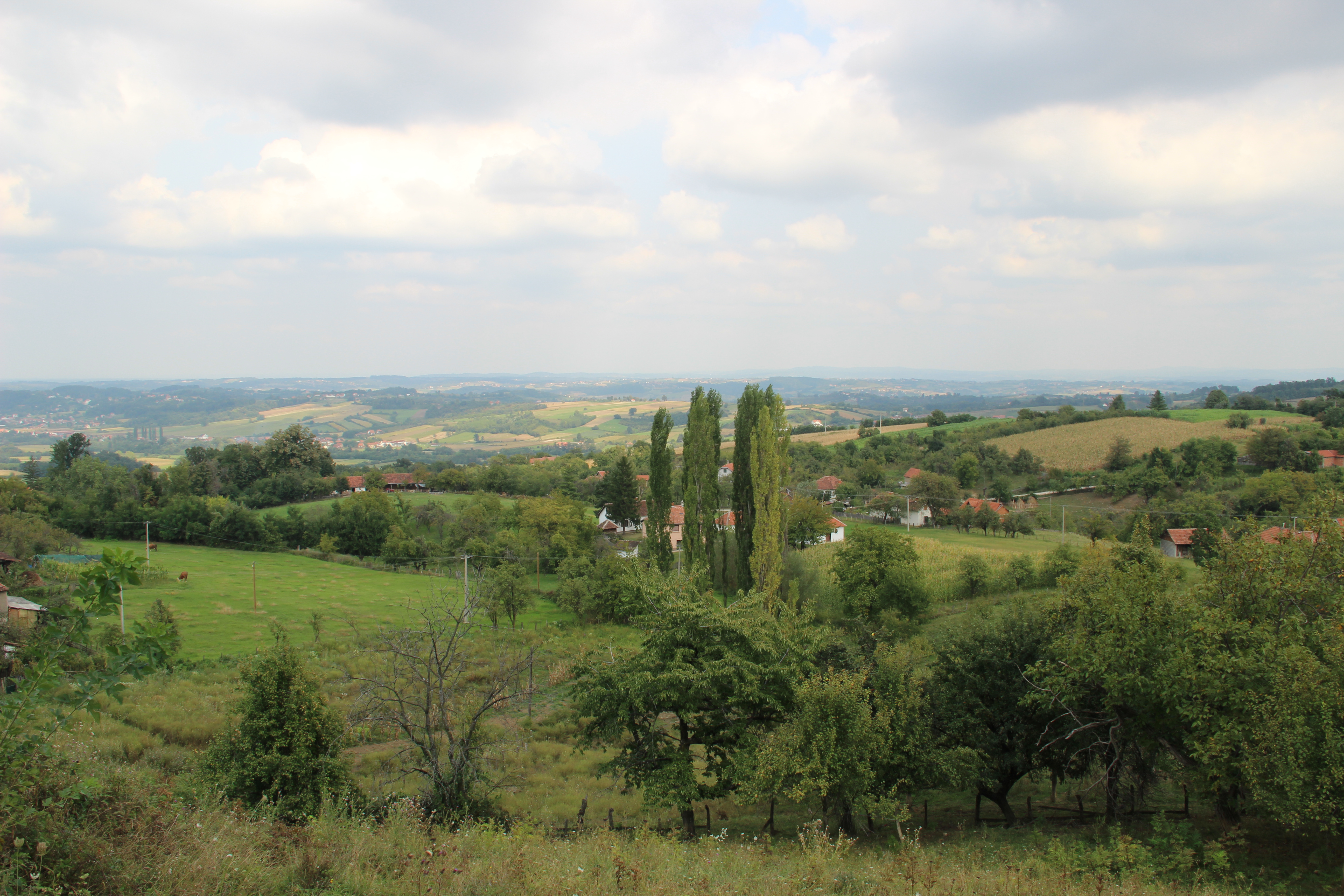
Paštrić - panorama
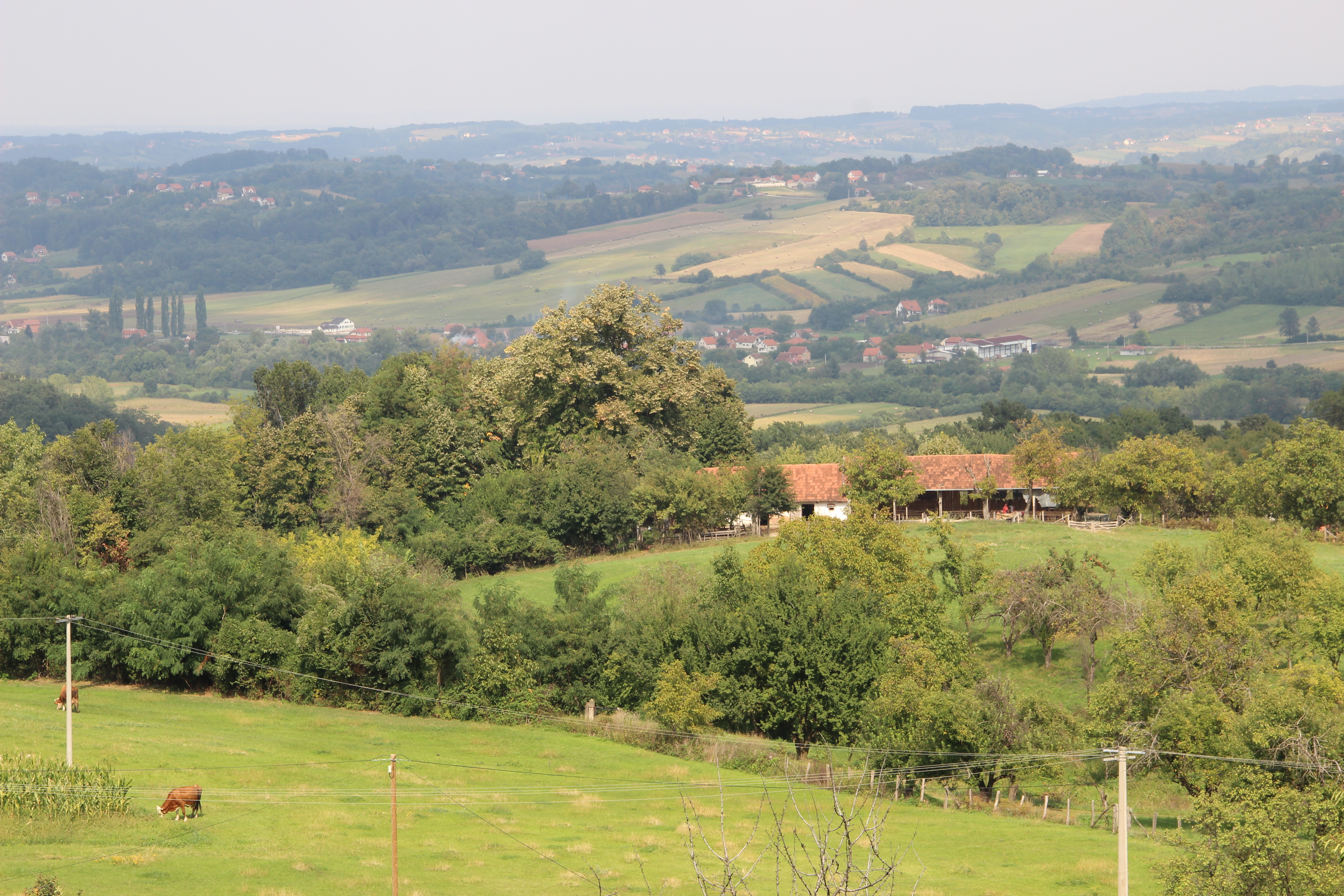
Paštrić - panorama
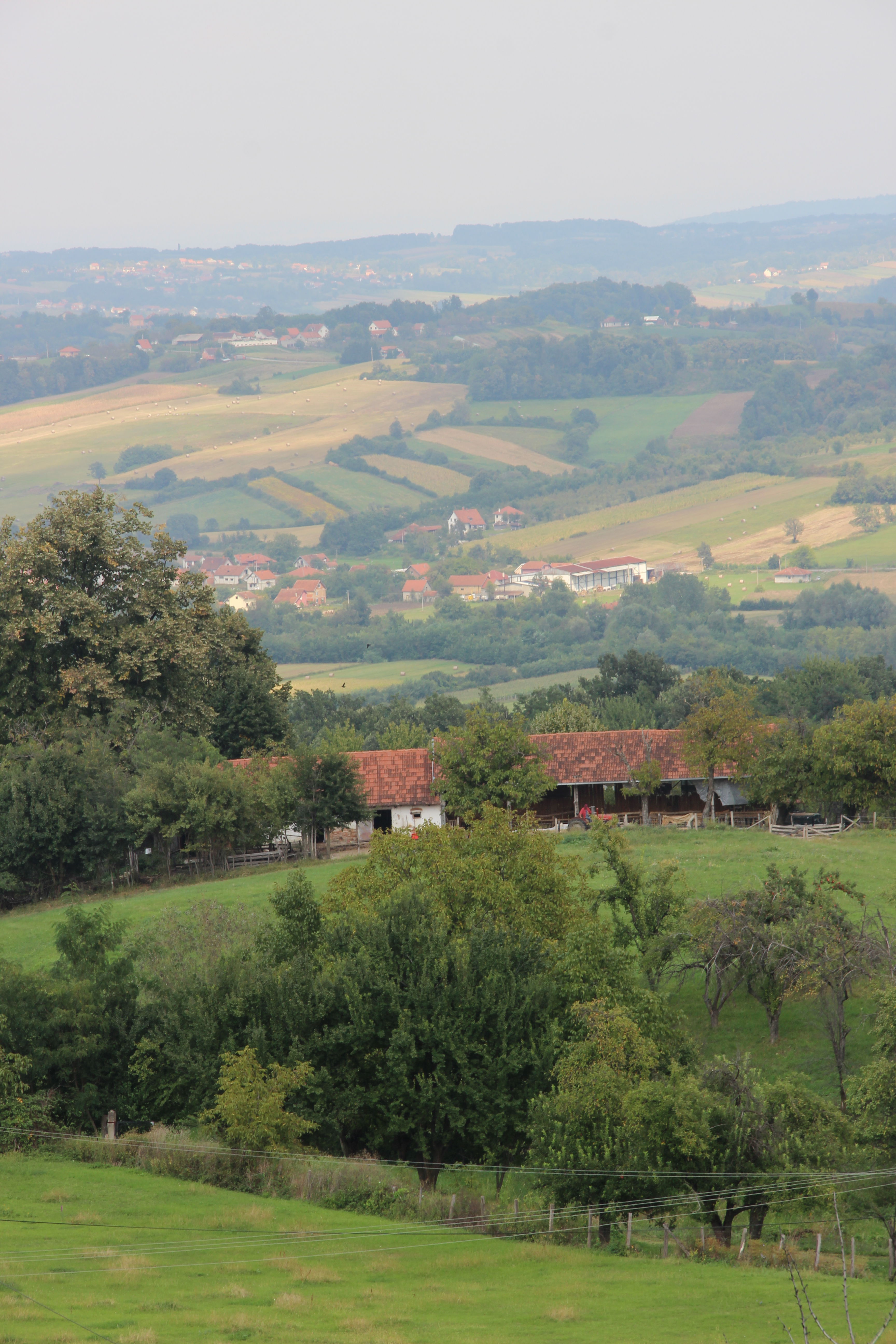
Paštrić - panorama
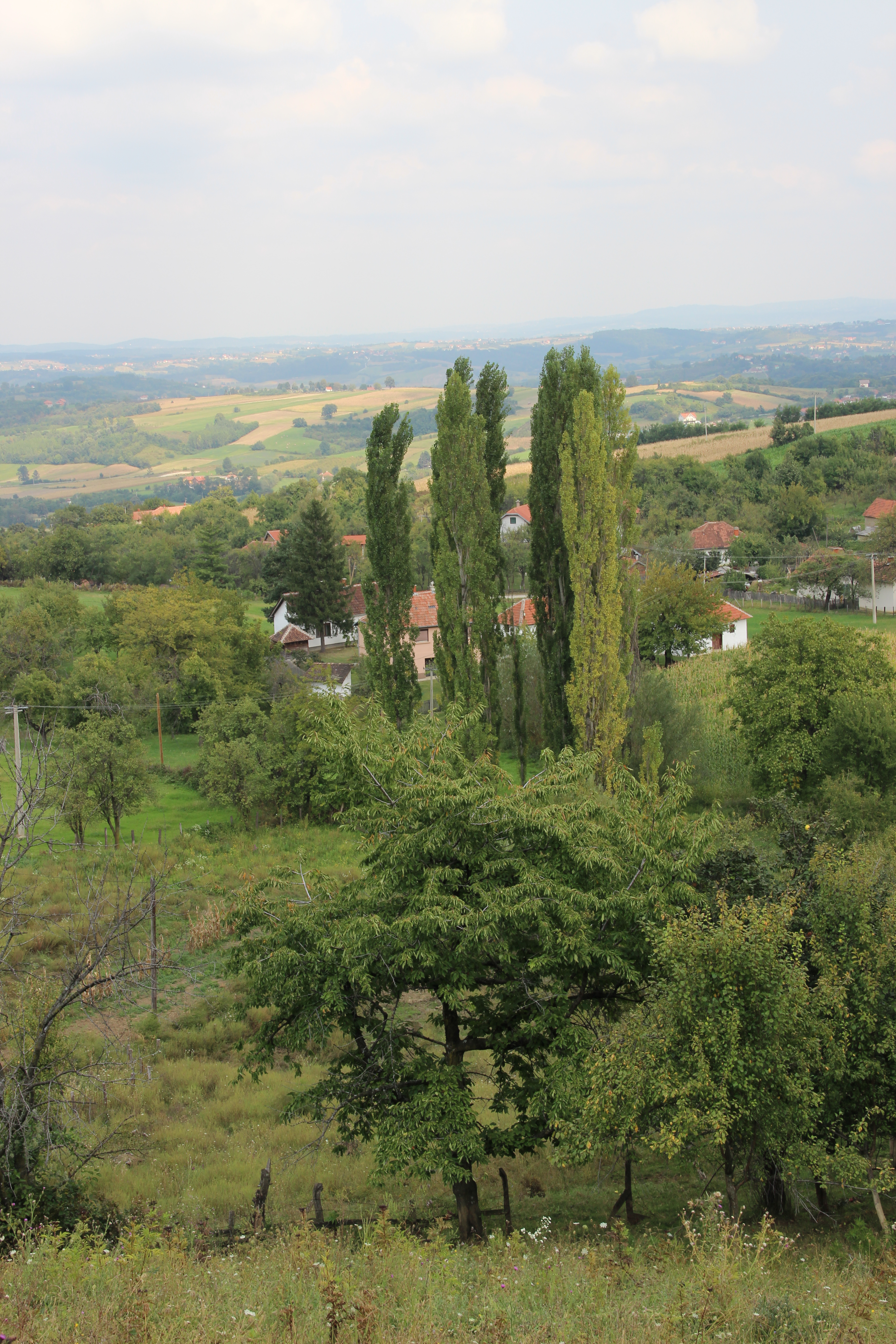
Paštrić - panorama
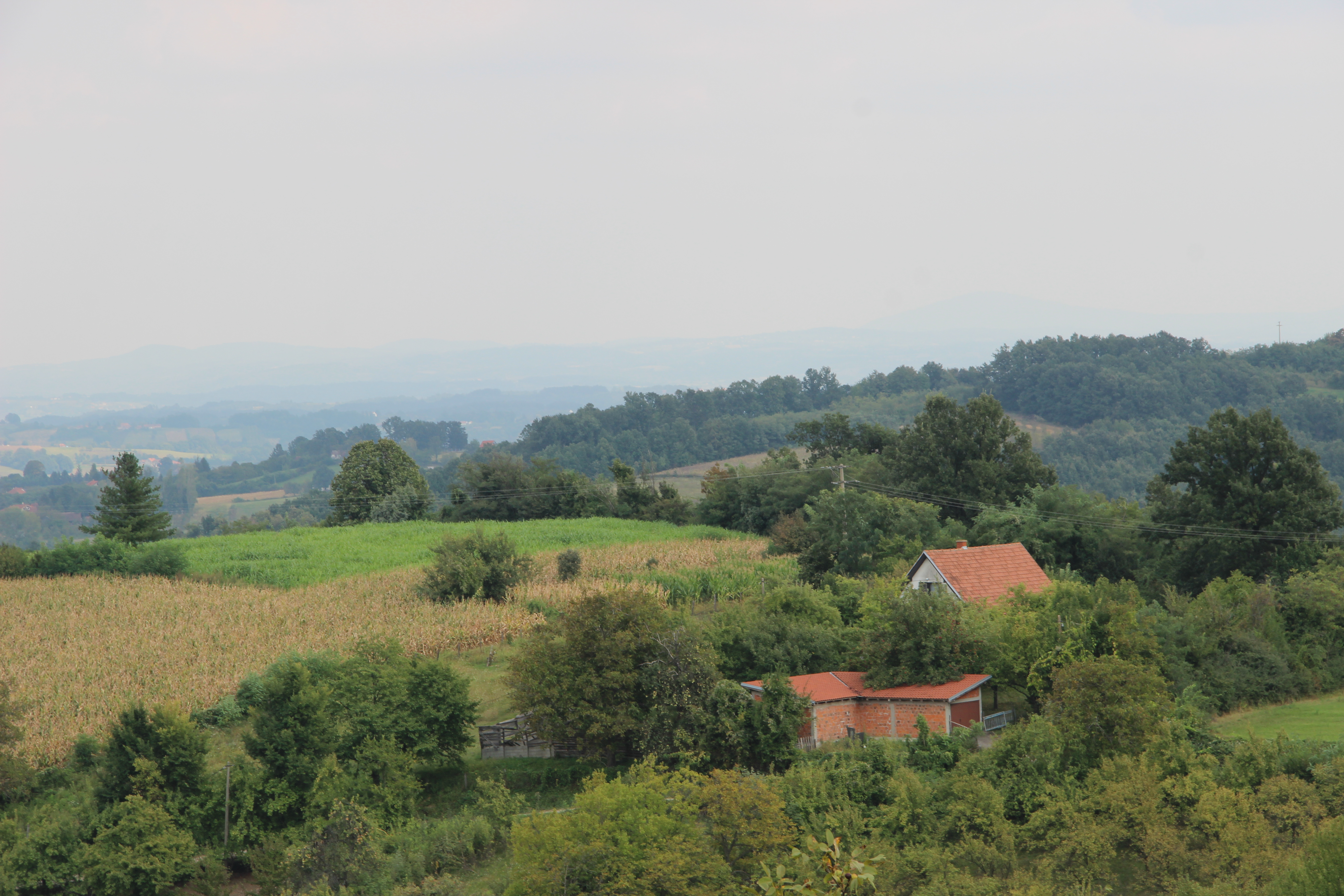
Paštrić - panorama
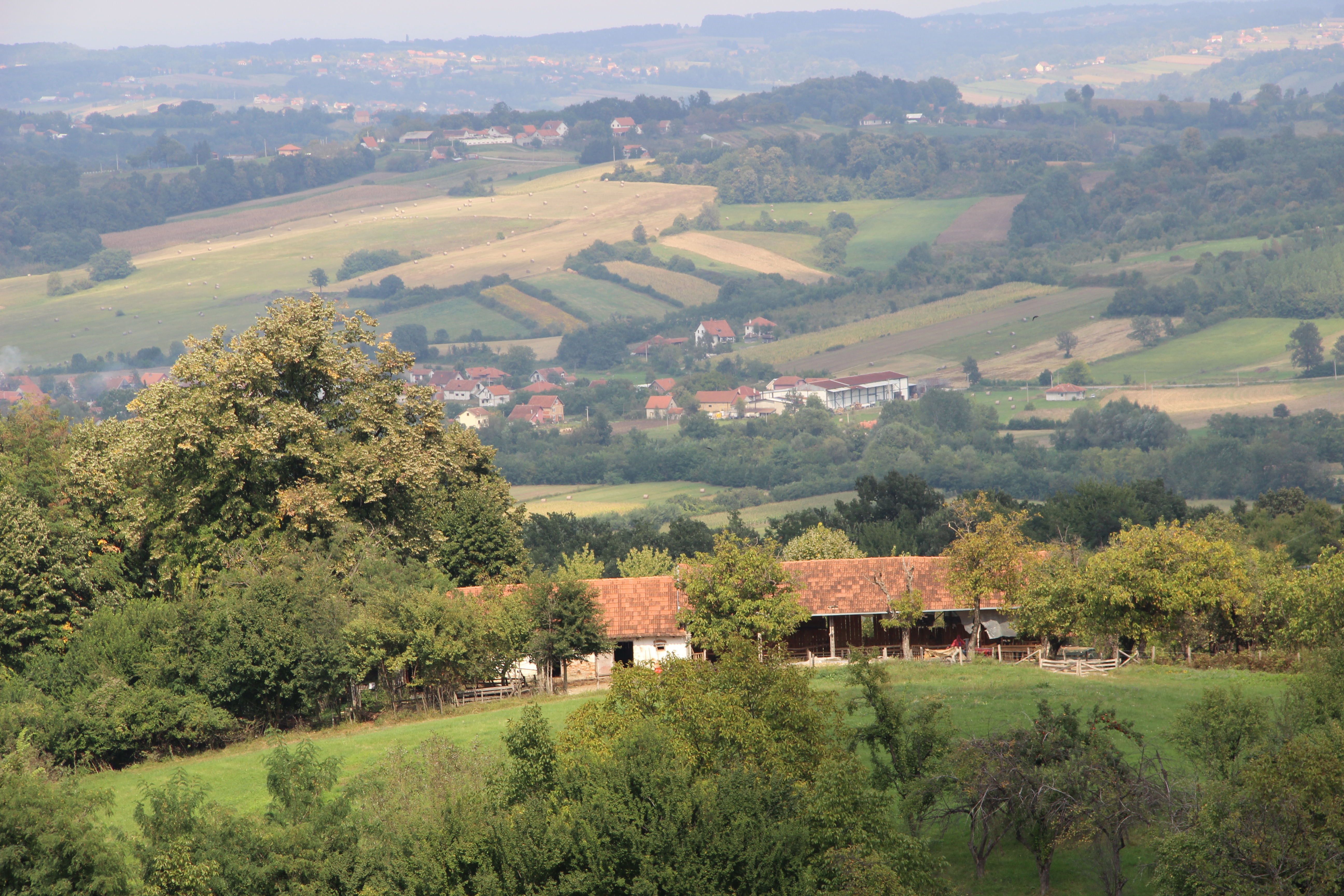
Paštrić - panorama
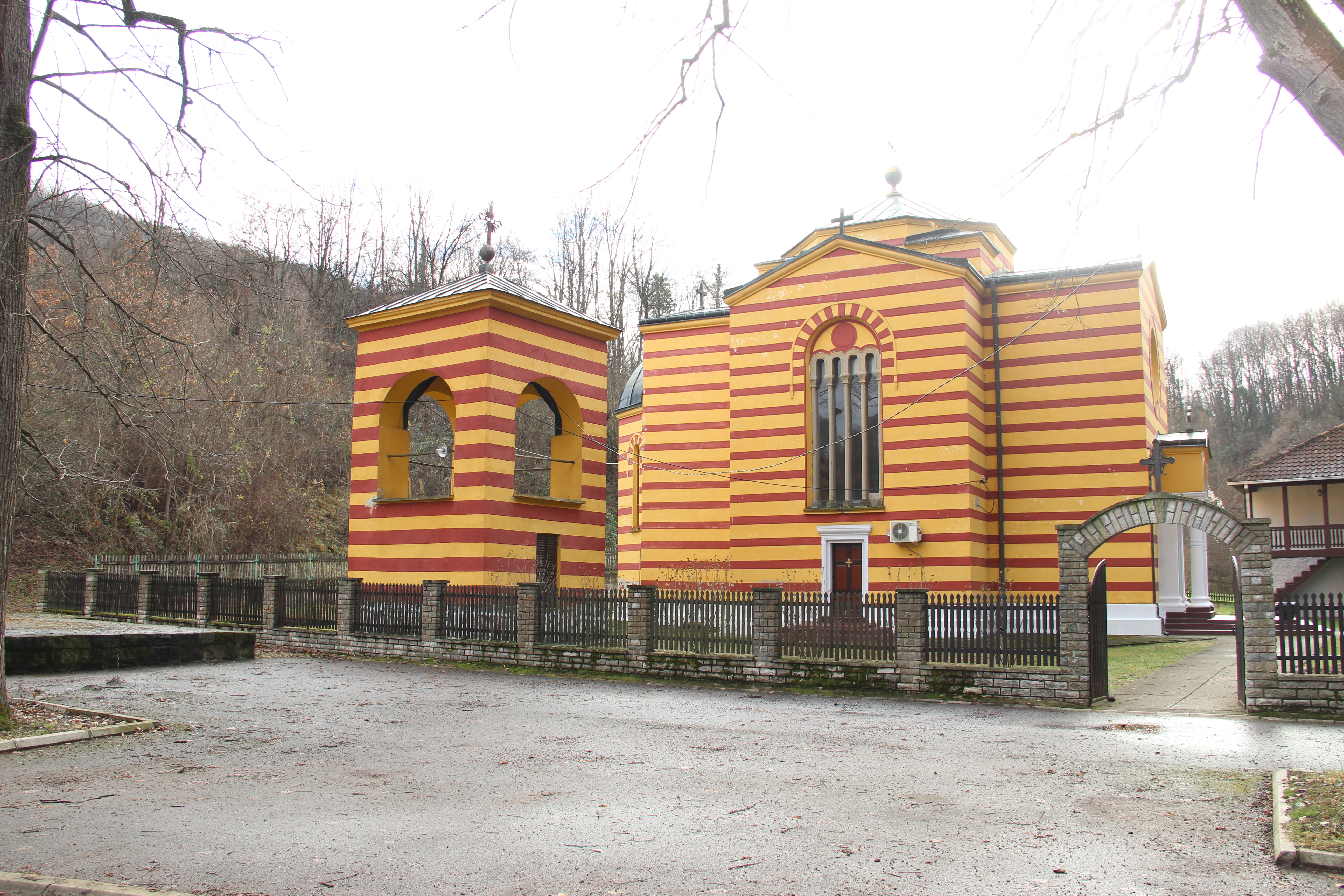
Paštrić - Ribnica - mosteiro
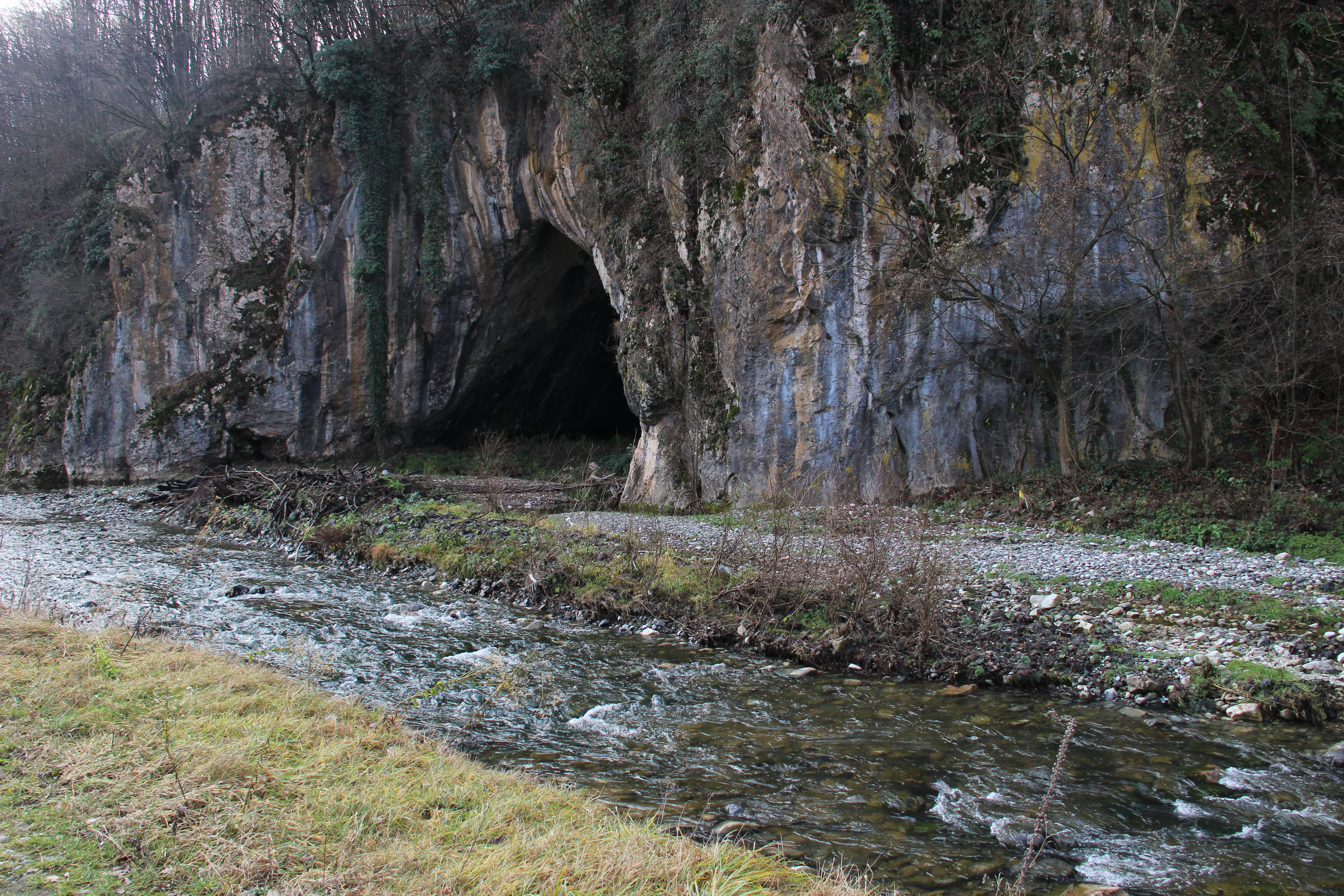
Paštrić - Ribnica - Ribnica caverna
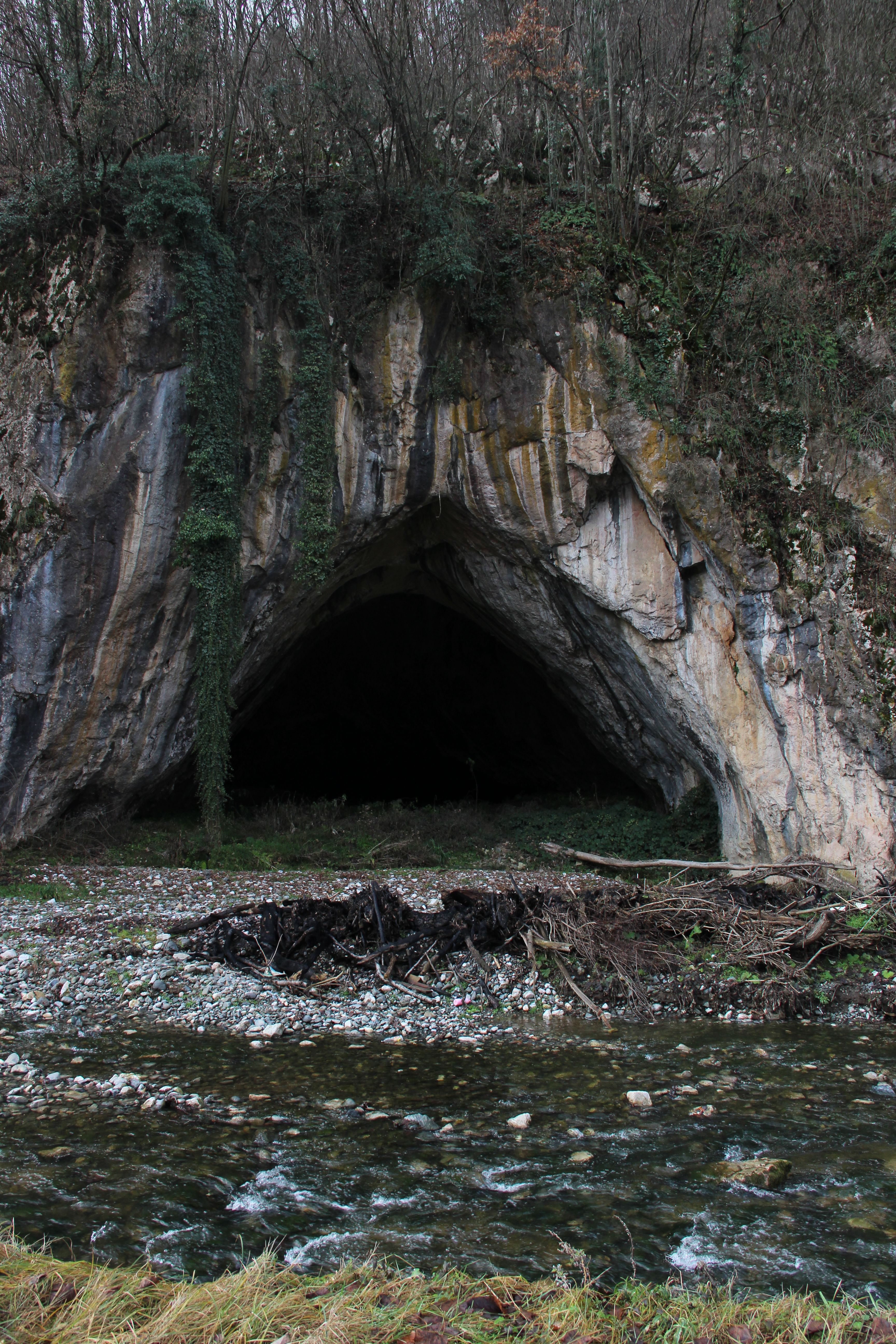
Paštrić - Ribnica - Ribnica caverna
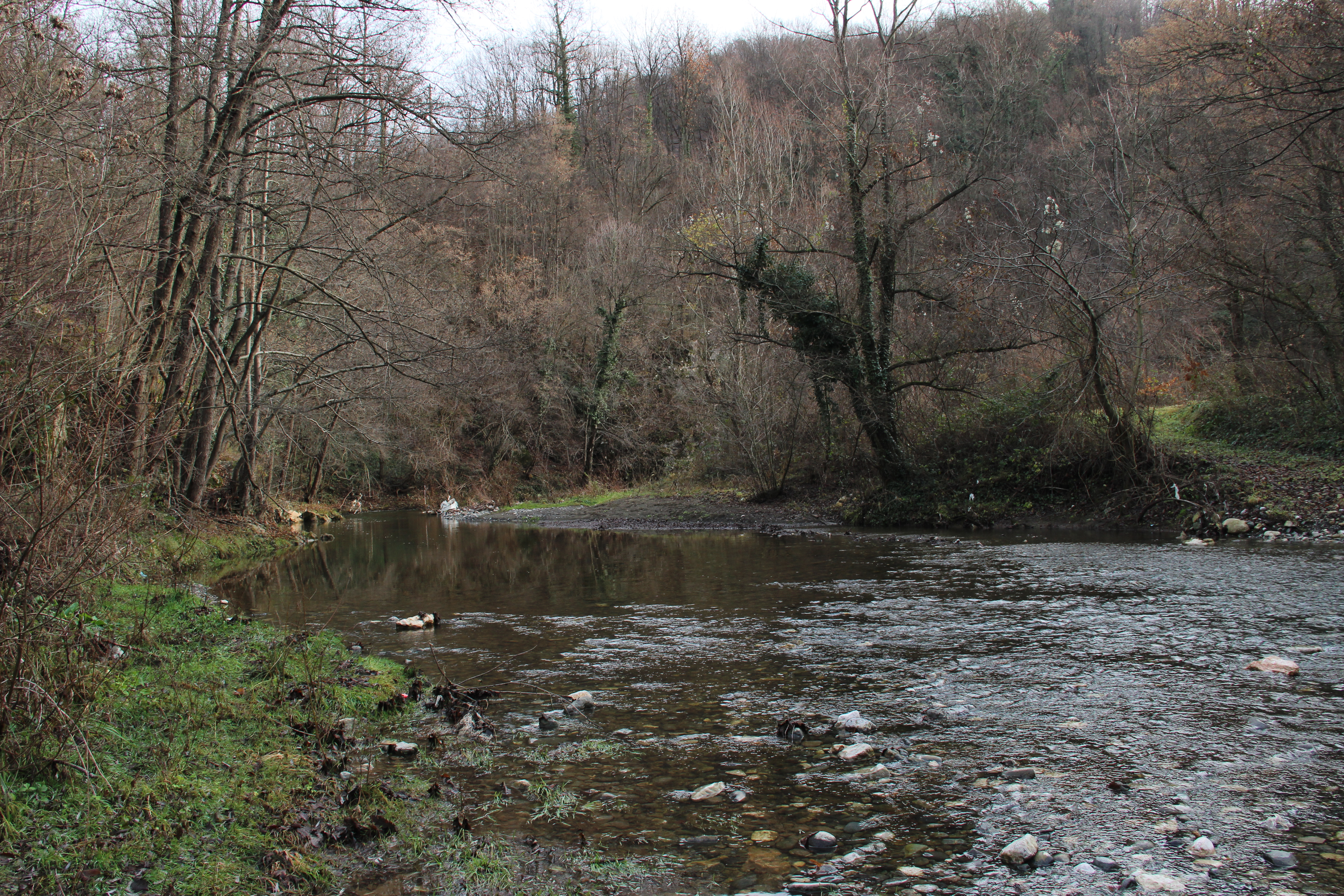
Paštrić - Ribnica - Rio Ribnica

## Demografia
| 1948 | 1953 | 1961 | 1971 | 1981 | 1991 | 2002 | 2011 |
| ---- | ---- | ---- | ---- | ---- | ---- | ---- | ---- |
| 730  | 710  | 675  | 591  | 569  | 582  | 588  | 509  |